# Unghegelianerne
Unghegelianerne var en bred, ikke nærmere defineret gruppe i 1830'ernes og 1840'ernes tyske stater, som Preussen, Bayern og andre steder. Gruppe bestod af unge filosoffer, der repræsenterede en ny, fælles idéstrømning, der adskilte sig fra de gamle hegelianere, der repræsenterede den tyske idealisme.
De vigtigste unghegelianske eksponenter var Ludwig Feuerbach og Bruno Bauer. Også Friedrich Engels og Karl Marx hørte til kredsen, og Marx' siden så berømte religionskritik var stærkt inspireret af Feuerbach, hvilket blandt andet kom til udtryk i de 11 såkaldte Feuerbach-teser, som Marx skrev i 1845.
Unghegelianerne var ligeledes tilhængere af de nye politiske strømninger som liberalismen og socialismen i oplysningstidens ånd i modsætning til de gamle hegelianere, der bl.a. støttede monarkiet. Derfor kaldtes unghegelianerne også venstrehegelianerne.

## Filosofi
Mens de gamle hegelianere havde forsvaret et stort idealistisk system, som Hegel havde udviklet, der byggede på teologien, flyttede unghegelianerne fokus fra gud til menneske. De forsøgte at forstå hvilken størrelse mennesket var og søgte menneskelige værdier.